# 1952년 동계 올림픽 오스트리아 선수단
1952년 동계 올림픽 오스트리아 선수단은 노르웨이 오슬로에서 개최된 1952년 동계 올림픽에 참가한 올림픽 오스트리아 선수단이다.

## 참고 자료
- (영어) “Austria at the 1952 Oslo Winter Games”. SR/Olympic Sports. 2010년 2월 1일에 원본 문서에서 보존된 문서. 2011년 10월 15일에 확인함.